# ГЕС Багн
ГЕС Багн — гідроелектростанція у південній частині Норвегії, за 120 км на північний захід від Осло. Знаходячись між ГЕС Faslefoss та ГЕС Åbjøra з однієї сторони і малою ГЕС Koparvike (0,5 МВт) з другої, входить до складу гідровузла у сточищі річки Бегна, котра після проходження через озеро Сперіллен під назвою Ådalselva зливається з Randselva, утворюючи річку Драмменсельва (дренується до Drammensfjorden — затоки Осло-фіорду).
На Бегні звели бетонну аркову греблю висотою 33 метри та довжиною 110 метрів, яка утворила водосховище Aurdalsfjord з доволі невеликим коливанням рівня поверхні — у діапазоні 3,75 метра, що забезпечує корисний об'єм лише у 11,4 млн м3. Проте загальний об'єм водойм, які працюють на розташовані вище ступені (у тому числі ГЕС Ylja та ГЕС Ломен) доводить показник до 803 млн м3, з яких трохи більше за четверту частину приходиться на водозбір ГЕС Åbjøra.
Біля греблі на виході з Aurdalsfjord починається дериваційний тунель довжиною 3,4 км з перетином 54 м2, котрий тягнеться під лівобережним масивом до машинного залу. Основне обладнання станції первісно становили дві турбіни типу Френсіс потужністю 31 МВт та 33 МВт (одна була оптимізована під низьке завантаження), які при напорі у 89 метрів вони забезпечували середньорічне виробництво 308 (за іншими даними — 330) млн кВт·год. У середині 2010-х обидва гідроагрегати модернізували, що довело загальну потужність до 74 МВт та збільшило виробіток на 10 млн кВт·год.
Відпрацьована вода повертається в Багн по відвідному тунелю довжиною 85 метрів.
Видача продукції відбувається через ЛЕП напругою 132 кВ або до місцевої розподільчої мережі міста Багн під напругою 20 кВ.